# Division 1 i volleyboll för damer 2021/2022
Vallentuna Volley

Stockholms Vingar

Sollentuna VK B, C

Division 1 i volleyboll för damer 2021/2022 spelades mellan 25 september 2021 och 3 april 2022 (grundserien).

## Tabeller

### Norra
| Pos | Lag                    | M  | V  | F  | P  | SV | SF | SK    | BV   | BF   | BK    | Kvalificering        |
| --- | ---------------------- | -- | -- | -- | -- | -- | -- | ----- | ---- | ---- | ----- | -------------------- |
| 1   | Vallentuna Volley      | 22 | 18 | 4  | 55 | 59 | 20 | 2,950 | 1845 | 1471 | 1,254 |                      |
| 2   | Uppsala VBS            | 22 | 17 | 5  | 51 | 58 | 25 | 2,320 | 1886 | 1622 | 1,163 |                      |
| 3   | Sollentuna VK B        | 22 | 17 | 5  | 53 | 54 | 26 | 2,077 | 1831 | 1587 | 1,154 |                      |
| 4   | Norsjö Volley          | 22 | 15 | 7  | 49 | 49 | 31 | 1,581 | 1831 | 1643 | 1,114 |                      |
| 5   | RIG Falköping C        | 22 | 13 | 9  | 41 | 48 | 39 | 1,231 | 1878 | 1777 | 1,057 |                      |
| 6   | Stockholms Vingar      | 22 | 12 | 10 | 41 | 45 | 41 | 1,098 | 1847 | 1837 | 1,005 |                      |
| 7   | Stöcke IF              | 22 | 10 | 12 | 40 | 36 | 41 | 0,878 | 1622 | 1710 | 0,949 |                      |
| 8   | Sollentuna VK C        | 22 | 10 | 12 | 36 | 39 | 47 | 0,830 | 1843 | 1903 | 0,968 |                      |
| 9   | Västerås VBK           | 22 | 9  | 13 | 37 | 35 | 44 | 0,795 | 1671 | 1731 | 0,965 |                      |
| 10  | Solna VBK              | 22 | 6  | 16 | 27 | 33 | 53 | 0,623 | 1744 | 1885 | 0,925 | Kval till division 1 |
| 11  | Degerfors Volley Orion | 22 | 3  | 19 | 27 | 16 | 60 | 0,267 | 1407 | 1825 | 0,771 | Kval till division 1 |
| 12  | Säters IF              | 22 | 2  | 20 | 23 | 16 | 61 | 0,262 | 1417 | 1831 | 0,774 | Degraderad           |

### Södra
| Pos | Lag                 | M  | V  | F  | P  | SV | SF | SK     | BV   | BF   | BK    | Kvalificering        |
| --- | ------------------- | -- | -- | -- | -- | -- | -- | ------ | ---- | ---- | ----- | -------------------- |
| 1   | Göteborg            | 22 | 22 | 0  | 65 | 66 | 4  | 16,500 | 1731 | 1028 | 1,684 | Kval till elitserien |
| 2   | Kronan VBK          | 22 | 18 | 4  | 54 | 57 | 19 | 3,000  | 1766 | 1448 | 1,220 |                      |
| 3   | IK Ymer             | 22 | 15 | 7  | 47 | 54 | 27 | 2,000  | 1854 | 1635 | 1,134 |                      |
| 4   | Veddige Varberg VBK | 22 | 15 | 7  | 45 | 52 | 30 | 1,733  | 1855 | 1726 | 1,075 |                      |
| 5   | RIG Falköping B     | 22 | 14 | 8  | 41 | 50 | 37 | 1,351  | 1924 | 1790 | 1,075 |                      |
| 6   | Svedala Volley      | 22 | 12 | 10 | 32 | 40 | 46 | 0,870  | 1773 | 1858 | 0,954 |                      |
| 7   | Engelholms VS B     | 22 | 10 | 12 | 28 | 35 | 48 | 0,729  | 1669 | 1826 | 0,914 |                      |
| 8   | Falkenbergs VBK     | 22 | 8  | 14 | 25 | 33 | 48 | 0,688  | 1670 | 1787 | 0,935 |                      |
| 9   | Eneryda Volley      | 22 | 7  | 15 | 22 | 32 | 50 | 0,640  | 1625 | 1770 | 0,918 |                      |
| 10  | Ljungby Volley      | 22 | 6  | 16 | 19 | 29 | 52 | 0,558  | 1638 | 1820 | 0,900 | Kval till division 1 |
| 11  | KFUM Jönköping      | 22 | 5  | 17 | 18 | 27 | 52 | 0,519  | 1579 | 1773 | 0,891 | Kval till division 1 |
| 12  | Alingsås VK         | 22 | 0  | 22 | 0  | 4  | 66 | 0,061  | 1102 | 1725 | 0,639 | Degraderad           |

## Kval till elitserien
Enbart Göteborg Volleybollklubb deltog i kval till elitserien. De mötte Lindesbergs VBK från Elitserien. De bägge mötena slutade bägge 3-1 i set till hemmalaget. Detta medförde att kvalet avgjordes genom ett golden set som Göteborg vann. Laget kvalificerade sig därigenom för spel i Elitserien 2022/2023.

## Kval till division 1

### Norra
| Pos | Lag                    | M | V | F | P | SV | SF | SK    | BV  | BF  | BK    |
| --- | ---------------------- | - | - | - | - | -- | -- | ----- | --- | --- | ----- |
| 1   | Solna VBK              | 3 | 3 | 0 | 9 | 9  | 1  | 9,000 | 248 | 163 | 1,521 |
| 2   | Jomala IK              | 3 | 2 | 1 | 6 | 6  | 6  | 1,000 | 233 | 244 | 0,955 |
| 3   | Degerfors Volley Orion | 3 | 1 | 2 | 3 | 6  | 8  | 0,750 | 272 | 294 | 0,925 |
| 4   | Södertelge VBK         | 3 | 0 | 3 | 2 | 3  | 9  | 0,333 | 225 | 277 | 0,812 |

### Södra
| Pos | Lag            | M | V | F | P | SV | SF | SK    | BV  | BF  | BK    |
| --- | -------------- | - | - | - | - | -- | -- | ----- | --- | --- | ----- |
| 1   | Lunds VK B     | 3 | 3 | 0 | 8 | 9  | 4  | 2,250 | 294 | 255 | 1,153 |
| 2   | KFUM Jönköping | 3 | 1 | 2 | 4 | 6  | 6  | 1,000 | 230 | 266 | 0,865 |
| 3   | Göteborg B     | 3 | 1 | 2 | 4 | 6  | 7  | 0,857 | 278 | 270 | 1,030 |
| 4   | Ljungby Volley | 3 | 1 | 2 | 4 | 4  | 8  | 0,500 | 256 | 267 | 0,959 |

## Fotnoter
1. ↑  ”Kval Elitserien Damer”. Svenska volleybollförbundet. https://svbf-web.dataproject.com/CompetitionMatches.aspx?ID=286&PID=368. Läst 18 september 2022.
2. ↑  ”Lindesberg förlorade i "golden set" – degraderas till division 1: ”Helt tom på ord””. Nerikes Allehanda. https://www.na.se/2022-04-09/lindesberg-forlorade-i-golden-set--degraderas-till-division-1-helt-tom-pa-ord. Läst 18 september 2022.